# Christian Ultsch (Journalist)
Christian Ultsch (* 1969) ist ein österreichischer Journalist und Autor. Er ist stellvertretender Chefredakteur der Presse und leitet das Außenpolitik-Ressort.

## Leben
Christian Ultsch studierte an der Universität Wien Politikwissenschaft, Völkerrecht und Volkswirtschaftslehre. Nach dem Studium begann er 1996 seine Laufbahn als außenpolitischer Redakteur der Tageszeitung Die Presse. Von 2003 bis 2004 war er Korrespondent in Berlin. Er leitet seit 2004 das Außenpolitik-Ressort und seit 2009 die Presse am Sonntag, seit 2021 als Chefredakteur. Seit Februar 2023 ist er stellvertretender Chefredakteur der „Presse“. Er gehört dem Steering Board des englischsprachigen Magazins European Voices an.
Ultsch führte zahlreiche Interviews mit internationalen Spitzenpolitikern – von Recep Tayyip Erdogan über Baschar al-Assad, Benjamin Netanjahu und Shimon Peres bis zu Joschka Fischer, Wolfgang Schäuble, Jack Straw, Christian Lindner, Kofi Annan, Ban Ki-moon, Antonio Guterres, Aleksandar Kwasniewski, Viktor Orbán, Mikulas Dzurinda, Petr Pavel, Karl Schwarzenberg, Otto Habsburg, Henry Kissinger, Zbigniew Brzezinski und Dmytro Kuleba.
Für besonderes Aufsehen sorgte 2011 sein Interview mit dem türkischen Botschafter, Kadri Ecvet Tezcan, der daraufhin aus Wien abgerufen wurde.
Christian Ultsch wurde mehrfach für seine Berichterstattung von der Fachzeitschrift Der Österreichische Journalist in der Kategorie Auslandspolitik ausgezeichnet. Im Dezember 2021 wurde Ultsch, gemeinsam mit Esther Schapira, als erster Preisträger des neu geschaffenen Arik-Brauer-Publizistikpreises gekürt.

## Werke
- mit Rainer Nowak und Thomas Prior: Flucht: Wie der Staat die Kontrolle verlor, Molden Verlag, Wien 2017, ISBN 978-3-222-15005-0.